# Pereliub, Koriukivka
Pereliub (în ucraineană Перелюб) este localitatea de reședință a comunei Pereliub din raionul Koriukivka, regiunea Cernihiv, Ucraina.

## Demografie
Componența lingvistică a localității Pereliub
     Ucraineană (99,18%)
     Alte limbi (0,82%)
Conform recensământului din 2001, majoritatea populației localității Pereliub era vorbitoare de ucraineană (99,18%), existând în minoritate și vorbitori de alte limbi.